# Peso

Das Dollarzeichen steht eigentlich für den Peso

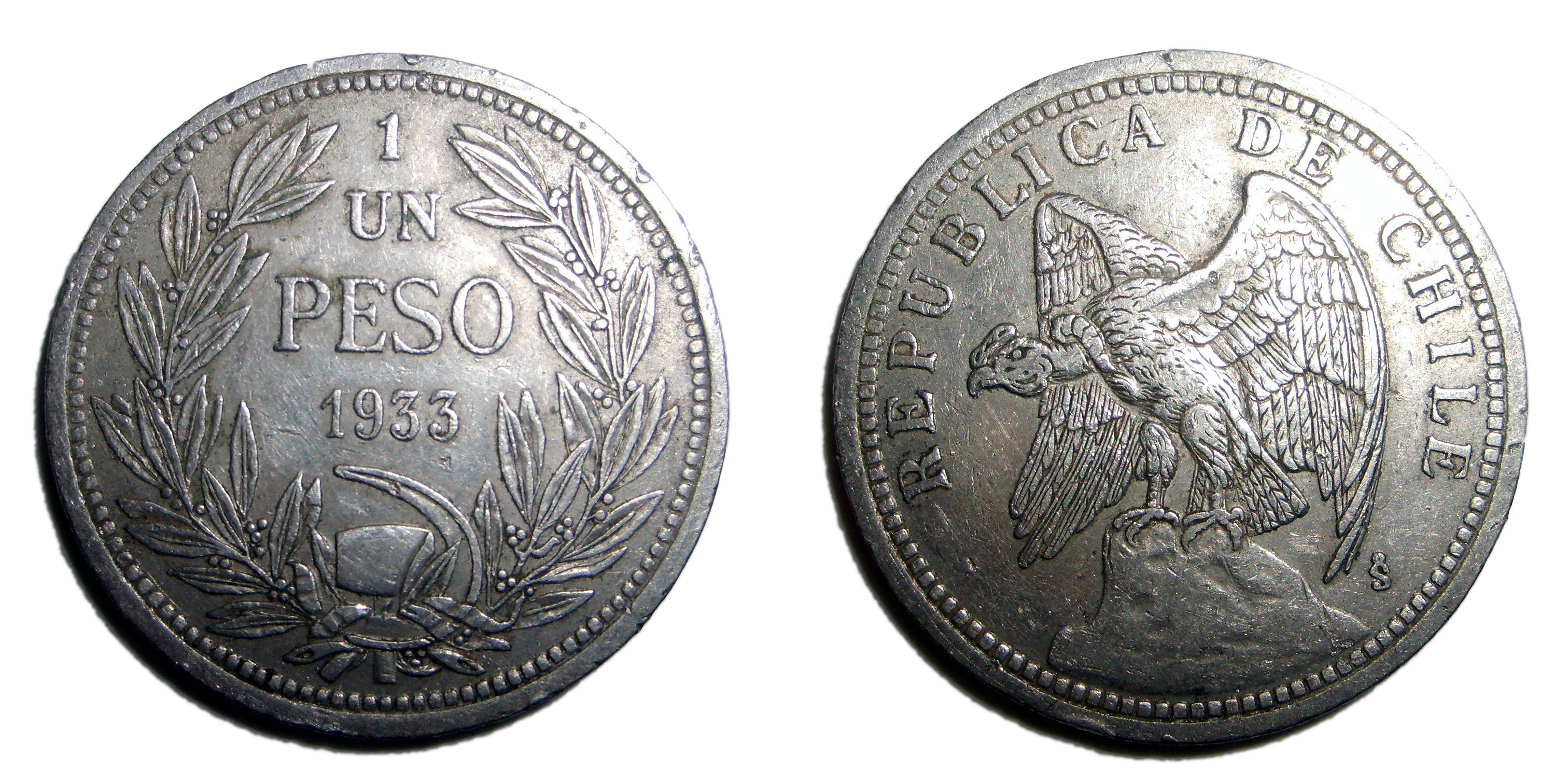
Chilenische Peso-Münze (1933)

Peso (spanisch: „Gewicht“) bezeichnet bzw. bezeichnete verschiedene Währungen mehrerer ehemaliger spanischer Kolonien. Das Dollarzeichen $ stand ursprünglich für den spanisch-mexikanischen Peso und wurde erst später auch für den US-Dollar verwendet. Es wird heute als universelles Währungssymbol für alle als Dollar oder Peso bezeichneten Währungen verwendet. Eine Ausnahme ist dabei der Philippinische Peso, der ₱ als Währungszeichen hat.

## Währungen
- Argentinischer Peso in Argentinien
- Chilenischer Peso in Chile
- Kolumbianischer Peso in Kolumbien
- Kubanischer Peso und Peso convertible in Kuba
- Dominikanischer Peso in der Dominikanischen Republik
- Mexikanischer Peso in Mexiko
- Philippinischer Peso auf den Philippinen
- Uruguayischer Peso in Uruguay

Darüber hinaus gibt es in folgenden supranationalen Organisationen einen Peso als Verrechnungseinheit:
- im Sistema de Integración Centroamericana den Peso Centroamericano, deren Wechselkurs 1:1 zum US-Dollar steht;
- in der Andengemeinschaft den Peso Andino.

Des Weiteren war der Peso (unterteilt in 100 Centavos) die offizielle Währung:
- zwischen 1963 und 1988 in Bolivien, ersetzt durch den Boliviano
- bis 1925 in Guatemala, ersetzt durch den Quetzal
- zwischen 1975 und 1997 in Guinea-Bissau, mit dem Beitritt des Landes zur UEMOA ersetzt durch den CFA-Franc
- zwischen 1862 und 1926 in Honduras, ersetzt durch die Lempira
- bis 1912 in Nicaragua, ersetzt durch den Córdoba
- bis 1919 in El Salvador, ersetzt durch den Colón

## Spanien
Das Land Spanien selbst hatte seit 1869 die ähnlich klingende Währung Peseta bis zur Einführung des Euro als Buchgeld 1999 bzw. Bargeld 2002.
Davor gab es in Spanien: Obolo (13. Jh.), Maravedí (ab 15. Jh.) und parallel den Real (ab 18. Jh.), bevor 1869 die Peseta (vermutlich von „kleines Stück“) erschien.